# ويليام أندرسون (عسكري أمريكي)
ويليام أندرسون (بالإنجليزية: William Anderson)‏ هو عسكري أمريكي، (ولد في السويد 1852 – 1908 م).